# The Few, the Proud, the Crucial
The Few, The Proud, The Crucial is het eerste album van hardcore punkband Casey Jones, uit Jacksonville (Florida). Het album werd uitgebracht in 2004 door Indianola Records. Het album gebruikt meerdere geluidsfragmenten uit afleveringen van Family Guy, met name de aflevering "Mr. Griffin Goes to Washington", over sigarettenfabrikanten.

## Tracklijst
1. "Just Another Day In The Fla - 01:46[1][2][3]
2. "Know This X" - 1:42[1][2][3]
3. "Grown Assman" - 1:49
4. "You Were Never A Fan Of The Dry Hump" - 1:37 [1][2][3]
5. "Strike Hard" - 1:58[1][2][3]
6. "Dead Kid? Try A Nice Memorial Tattoo" - 1:51[1][2][3]
7. "CGL 2K3" - 1:29[1][2][3]
8. "Meaner Than A Junkyard Dog" - 1:24[1][2][3]
9. "If You're Smoking In Here You Better Be On Fire" - 1:25[1][2][3]
10. "Big Train Raging Ice" - 1:28 [1][2][3]
11. "Pigs Is Pigs" - 2:01 [1][2][3]
12. "Pain 101" - 3:25[1][2][3] (bevat verborgen raptrack)